# 繆爾舒 (德克薩斯州)
繆爾舒（英語：Muleshoe）是一個位於美國德克薩斯州貝利縣的城市。根據2010年美國人口普查，該地共人口5158人，而該地的面積約為8.90平方千米。同時該地也是貝利縣的縣治。

## 地理
繆爾舒的座標為34°13′35″N 102°43′25″W / 34.22639°N 102.72361°W，而該地的平均海拔高度為1156米（即3793英尺）。